# Simpang Tolang Julu
Simpang Tolang Julu is een bestuurslaag in het regentschap Mandailing Natal van de provincie Noord-Sumatra, Indonesië. Simpang Tolang Julu telt 385 inwoners (volkstelling 2010).